# Tour d'Italie 1958

La 41e édition du Tour d'Italie s'est élancée de Milan le 18 mai 1958 et est arrivée à Milan le 8 juin. Elle a été remportée par l'Italien Ercole Baldini. C'est aussi la dernière participation du quintuple vainqueur de l'épreuve Fausto Coppi, qui termine à une modeste 32e place (à 52'14" de Baldini).

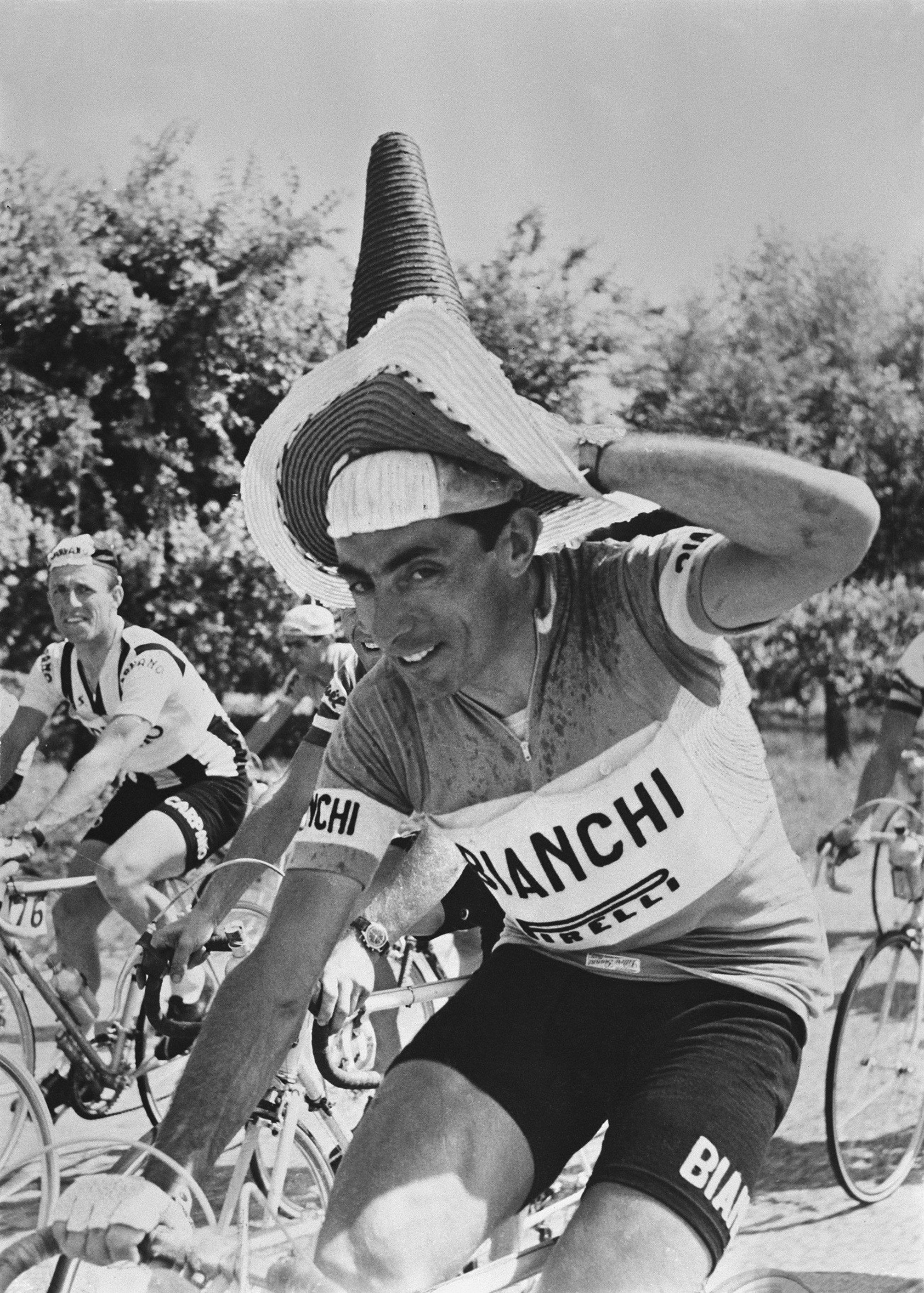
Dernier Tour d'Italie pour Fausto Coppi, qui finit 32e.

## Résumé de la course
Le départ de Milan accueillait les meilleurs coureurs étrangers et la nouvelle génération italienne, les Nencini (vainqueur du dernier Giro), Baldini, Fornara et Astrua venus succéder à Coppi, Bartali et Magni. En première semaine, offensives et contre-offensives se succédèrent avec six porteurs différents du maillot rose en six jours de course. Dans le contre-la-montre de Viareggio, Ercole Baldini fut impressionnant et, à partir de là, il contrôla la course, affirmant ses talents de grimpeur à Bosco Chiesanuova et Bolzano, au bout de l’étape traditionnelle des Dolomites. Il s’imposa à Milan, devant Brankart, Gaul et Louison Bobet.

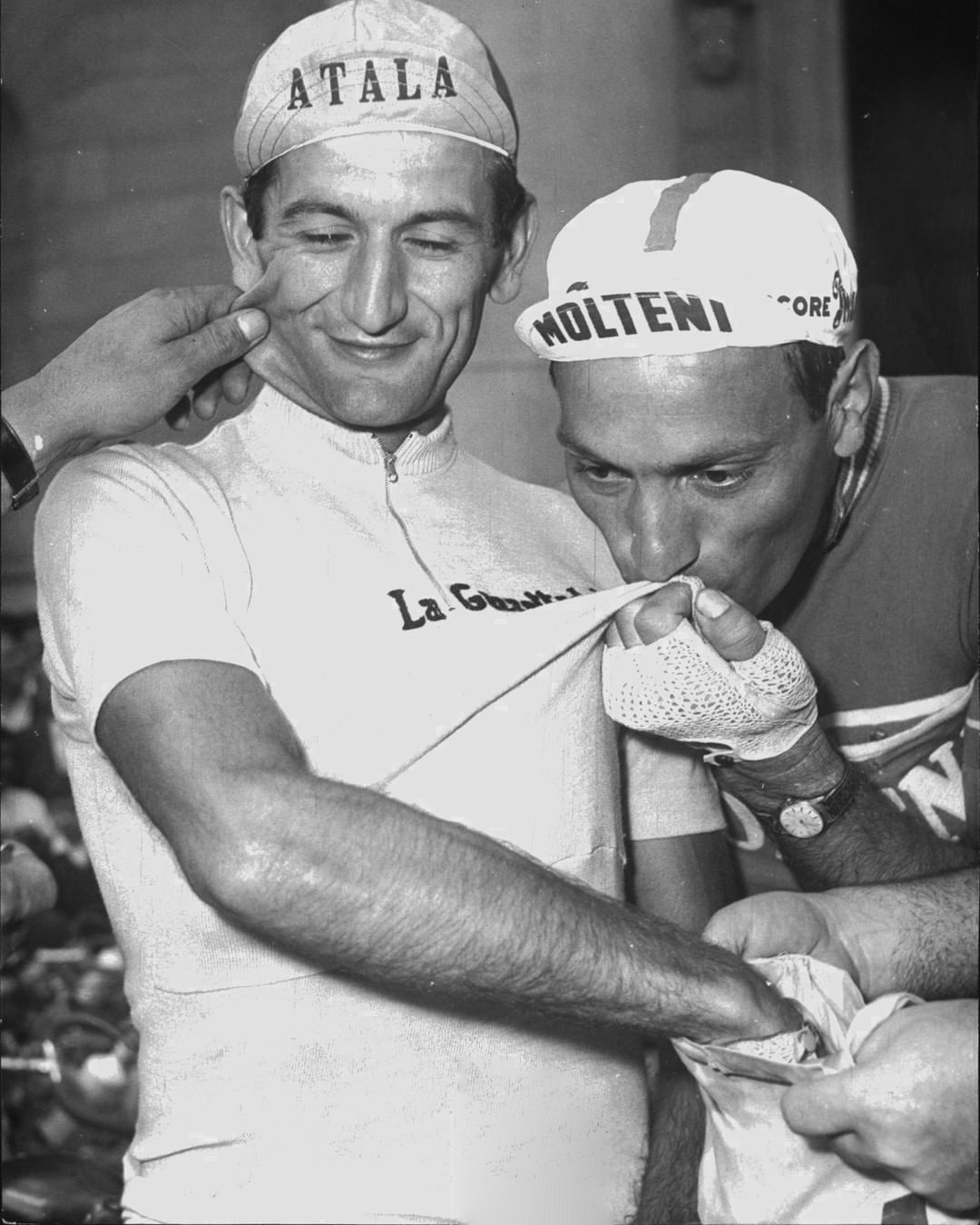
Giovanni Pettinati, six jours maillot rose durant le Giro 1958.

## Équipes participantes
| N.    | Code | Équipe        |
| ----- | ---- | ------------- |
| 1-8   | CHL  | Chlorodont    |
| 9-16  | MER  | Mercier       |
| 17-24 | LEG  | Legnano       |
| 25-32 | FAE  | Faema         |
| 33-40 | SRP  | Saint-Raphael |
| 41-48 | ASB  | Asborno       |
| 49-56 | ATA  | Atala         |
| 57-64 | BIA  | Bianchi       |

| N.      | Code | Équipe         |
| ------- | ---- | -------------- |
| 65-72   | CAL  | Cali           |
| 73-80   | CAR  | Carpano        |
| 81-88   | COP  | Ghigi          |
| 89-96   | IGN  | Ignis          |
| 97-104  | MOL  | Molteni        |
| 105-112 | SNP  | San Pellegrino |
| 113-120 | TOR  | Torpado        |

## Classement général
| Classement général final |                  |
| --- | ---------------- |
| \| 1. Ercole Baldini \| 92 h 09 min 30 s \| \| 2. Jean Brankart \| à 4 min 17 s \| \| 3. Charly Gaul \| à 6 min 07 s \| \| 4. Louison Bobet \| à 9 min 27 s \| \| 5. Gastone Nencini \| à 10 min 36 s \| \| 6. Miguel Poblet \| à 11 min 07 s \| \| 7. Jesús Loroño \| à 12 min 12 s \| \| 8. Raphaël Géminiani \| à 13 min 12 s \| \| 9. Pasquale Fornara \| à 14 min 13 s \| \| 10. Aldo Moser \| à 15 min 00 s \| \| 120 partants, 77 classés \| \| |                  |
| 1. Ercole Baldini | 92 h 09 min 30 s |
| 2. Jean Brankart | à 4 min 17 s     |
| 3. Charly Gaul | à 6 min 07 s     |
| 4. Louison Bobet | à 9 min 27 s     |
| 5. Gastone Nencini | à 10 min 36 s    |
| 6. Miguel Poblet | à 11 min 07 s    |
| 7. Jesús Loroño | à 12 min 12 s    |
| 8. Raphaël Géminiani | à 13 min 12 s    |
| 9. Pasquale Fornara | à 14 min 13 s    |
| 10. Aldo Moser | à 15 min 00 s    |
| 120 partants, 77 classés |                  |

## Étapes
| Étape     | Date     | Villes étapes                        | km       | Vainqueur d'étape   | Leader du classement général |
| 1re étape | 18 mai   | Milan - Varèse                       | 178      | Willy Vannitsen     | Willy Vannitsen              |
| 2e étape  | 19 mai   | Varèse - Comerio                     | 26 (clm) | Ercole Baldini      | Ercole Baldini               |
| 3e étape  | 20 mai   | Varèse - Saint-Vincent               | 187      | Salvador Botella    | Arnaldo Pambianco            |
| 4e étape  | 21 mai   | Saint-Vincent - Superga              | 132      | Federico Bahamontes | Aldo Moser                   |
| 5e étape  | 22 mai   | Turin - Mondovì                      | 193      | Alfredo Sabbadin    | Salvador Botella             |
| 6e étape  | 23 mai   | Mondovì - Chiavari                   | 258      | Silvano Ciampi      | Giovanni Pettinati           |
| 7e étape  | 24 mai   | Chiavari - Forte dei Marmi           | 115      | Guido Boni          | Giovanni Pettinati           |
| 8e étape  | 26 mai   | Viareggio - Viareggio                | 59 (clm) | Ercole Baldini      | Giovanni Pettinati           |
| 9e étape  | 27 mai   | Florence - Viterbo                   | 215      | Nino Defilippis     | Giovanni Pettinati           |
| 10e étape | 28 mai   | Viterbo - Rome                       | 155      | Gastone Nencini     | Giovanni Pettinati           |
| 11e étape | 29 mai   | Rome - Scanno                        | 225      | Nino Defilippis     | Giovanni Pettinati           |
| 12e étape | 30 mai   | Scanno - San Benedetto del Tronto    | 211      | Pierino Baffi       | Agostino Coletto             |
| 13e étape | 31 mai   | San Benedetto del Tronto – Cattolica | 192      | Guido Carlesi       | Agostino Coletto             |
| 14e étape | 1er juin | Saint-Marin - Saint-Marin            | 12 (clm) | Charly Gaul         | Agostino Coletto             |
| 15e étape | 2 juin   | Cesena - Bosco Chiesanuova           | 249      | Ercole Baldini      | Ercole Baldini               |
| 16e étape | 3 juin   | Verona - Levico Terme                | 200      | Miguel Poblet       | Ercole Baldini               |
| 17e étape | 5 juin   | Levico Terme - Bolzano               | 198      | Ercole Baldini      | Ercole Baldini               |
| 18e étape | 6 juin   | Bolzano - Trente                     | 183      | Gastone Nencini     | Ercole Baldini               |
| 19e étape | 7 juin   | Trente - Gardone Riviera             | 176      | Miguel Poblet       | Ercole Baldini               |
| 20e étape | 8 juin   | Salò - Milan                         | 176      | Miguel Poblet       | Ercole Baldini               |

## Classements annexes
|                           |                |           |  |
| Classement de la montagne | Jean Brankart  | 56 points |  |
| Deuxième                  | Ercole Baldini | 39 points |  |
| Troisième                 | Charly Gaul    | 38 points |  |
| Classement par équipes    | Carpano        |           |  |

## Liste des coureurs
| Chlorodont | Mercier | Legnano |
| - 1 Gastone Nencini (Ita) 5e - 2 Pierino Baffi (Ita) 23e - 3 Emilio Bottecchia (Ita) ab - 4 Guido Carlesi (Ita) 31e - 5 Bruno Costalunga (Ita) 60e - 6 Federico Galeaz (Ita) ab - 7 Oreste Magni (Ita)ab - 8 Marcello Pellegrini (Ita) ab                   | - 9 Pierre Barbotin (Fra) ab - 10 Stanislas Bober (Fra) ab - 11 Jean Bobet (Fra) ab - 12 Louison Bobet (Fra) 4e - 13 Charles Coste (Fra) 77e - 14 Pierre Gouget (Fra) 70e - 15 Fernand Picot (Fra) ab - 16 Antonin Rolland (Fra) 58e                               | - 17 Giorgio Albani (Ita) ab - 18 Nino Assirelli (Ita) 69e - 19 Ercole Baldini (Ita) 1e - 20 Waldemaro Bartolozzi (Ita) 42e - 21 Nello Fabbri (Ita) 52e - 22 Roberto Falaschi (Ita) 50e - 23 Ugo Massocco (Ita) 59e - 24 Arnaldo Pambianco (Ita) 27e |
| Faema | Saint Raphael | Asborno |
| - 25 Federico Bahamontes (Esp) 17e - 26 Salvador Botella (Esp) 15e - 27 Silvano Ciampi (Ita) ab - 28 Marcel Ernzer (Lux) 33e - 29 Jesús Galdeano (Esp) 38e - 30 Charly Gaul (Lux) 3e - 31 Jesús Loroño (Esp) 7e - 32 Armando Pellegrini (Ita) 39e           | - 33 Jean-Claude Annaert (Fra) ab - 34 Jean Brankart (Bel) 2e - 35 Pierre Everaert (Fra) 55e - 36 Raphaël Géminiani (Fra) 8e - 37 Maurice Lampre (Fra) 36e - 38 Jean Mallejac (Fra) 48e - 39 Gilbert Scodeller (Fra) 75e - 40 Robert Varnajo (Fra) 73e             | - 41 Giuseppe Dante (Ita) ab - 42 Tonino Domenicali (Ita) ab - 43 Giuseppe Fallarini (Ita) 19e - 44 Guido Messina (Ita) ab - 45 Alfredo Sabbadin (Ita) ab - 46 Antonio Viani (Ita) ab - 47 Alfredo Zagano (Ita) 56e - 48 Carlo Zorzoli (Ita) ab      |
| Atala | Bianchi | Cali Broni Girardengo |
| - 49 Giancarlo Astrua (Ita) ab - 50 Rizzardo Brenioli (Ita) 45e - 51 Alessandro Fantini (Ita) 47e - 52 Vito Favero (Ita) 35e - 53 Bruno Monti (Ita) ab - 54 Arrigo Padovan (Ita) 65e - 55 Giovanni Pettinati (Ita) 25e - 56 Angiolino Piscaglia (Ita) 62e   | - 57 Germano Barale (Ita) 14e - 58 Luciano Pezzi (Ita) 74e - 59 Guido Boni (Ita) 24e - 60 Fernando Brandolini (Ita) 61e - 61 Noé Conti (Ita) ab - 62 Fausto Coppi (Ita) 32e - 63 Gianni Ferlenghi (Ita) 51e - 64 Diego Ronchini (Ita) ab                           | - 65 Walter Almaviva (Ita) ab - 66 Rino Benedetti (Ita) 37e - 67 Eugenio Bertoglio (Ita) ab - 68 Antonino Catalano (Ita) 30e - 69 Aldo Moser (Ita) 10e - 70 Giuseppe Pintarelli (Ita) 49e - 71 Renato Ponzini (Ita) 71e - 72 Luigi Tezza (Ita) ab    |
| Carpano | Ghigi | Ignis |
| - 73 Jan Adriaensens (Bel) 11e - 74 Agostino Coletto (Ita) 21e - 75 Angelo Conterno (Ita) ab - 76 Alfred De Bruyne (Bel) 16e - 77 Nino Defilippis (Ita) 34e - 78 Germain Derijcke (Bel) 54e - 79 Désiré Keteleer (Bel) 29e - 80 Joseph Planckaert (Bel) 20e | - 81 Colombo Cassano (Ita) ab - 82 Gilberto Dall’Agata (Ita) 26e - 83 Riccardo Filippi (Ita ab) - 84 Stefano Gaggero (Ita) ab - 85 Michele Gismondi (Ita) 66e - 86 Paolo Guazzini (Ita) 68e' - 87 Quinto Furloni (Ita) ab - 88 Willy Vannitsen (Bel) ab            | - 89 Renzo Accordi (Ita) 67e - 90 Vicente Iturat (Esp) 53e - 91 Miguel Chacón (Esp) ab - 92 Emilio Ciolli (Ita) ab - 93 Juan Crespo Hita (Esp) ab - 94 Pasquale Fornara (Ita) 9e - 95 Miguel Poblet (Esp) 6e - 96 Bruno Tognaccini (Ita) 72e         |
| Molteni | San Pellegrino | Torpado |
| - 97 Giuseppe Carizzoni (Ita) 57e - 98 Hans Junkermann (All) 13e - 99 Heinz Müller (All) ab - 100 Donato Piazza (Ita) ab - 101 Emil Reinecke (All) ab - 102 Fritz Schär (Sui) ab - 103 Adriano De Gasperi (Ita) 44e - 104 Giuseppe Buratti (Ita) ab         | - 105 Carlo Azzini (Ita) 28e - 106 Silvestro La Cioppa (Ita) 18e - 107 Giorgio Mancini (Ita) 64e - 108 Alberto Mannelli (Ita) 63e - 109 Walter Martin (Ita) 40e - 110 Giorgio Menini (Ita) 43e - 111 Giambattista Milesi (Ita) 41e - 112 Giorgio Tinazzi (Ita) 22e | - 113 Lino Grassi (Ita) ab - 114 Cleto Maule (Ita) 46e - 115 Enrico Paoletti (Ita) ab - 116 Sante Ranucci (Ita) 12e - 117 Benito Romagnoli (Ita) ab - 118 Tranquillo Scudellaro (Ita) ab - 119 Mario Tosato (Ita) ab - 120 Mario Baroni (Ita) 76e    |

## Sources
- (nl) Cet article est partiellement ou en totalité issu de l’article de Wikipédia en néerlandais intitulé « Ronde van Italië 1958 » (voir la liste des auteurs).